# Cotinga vert et noir
Pipreola riefferii
Espèce
Statut de conservation UICN

 LC  : Préoccupation mineure
Le Cotinga vert et noir (Pipreola riefferii) est une espèce d'oiseau de la famille des Cotingidae.

## Sous-espèces
Selon Catalogue of Life (12 juil. 2012), cet oiseau est représenté par six sous-espèces :
- Pipreola riefferii chachapoyas (Hellmayr, 1915) ;
- Pipreola riefferii confusa Zimmer, 1936 ;
- Pipreola riefferii melanolaema P. L. Sclater, 1856 ;
- Pipreola riefferii occidentalis (Chapman, 1914) ;
- Pipreola riefferii riefferii (Boissonneau, 1840) ;
- Pipreola riefferii tallmanorum O'Neill & T. A. Parker, 1981.